# Kuvtjärnen (Glava socken, Värmland)
Kuvtjärnen är en sjö i Arvika kommun i Värmland och ingår i Göta älvs huvudavrinningsområde. Sjön har en area på 0,0686 kvadratkilometer och ligger 169,9 meter över havet.

## Delavrinningsområde
Kuvtjärnen ingår i det delavrinningsområde (660573-131401) som SMHI kallar för Utloppet av Kuvtjärn. Medelhöjden är 193 meter över havet och ytan är 0,51 kvadratkilometer. Det finns inga avrinningsområden uppströms utan avrinningsområdet är högsta punkten. Vattendraget som avvattnar avrinningsområdet har biflödesordning 4, vilket innebär att vattnet flödar genom totalt 4 vattendrag innan det når havet efter 277 kilometer. Avrinningsområdet består mestadels av skog (72 procent). Avrinningsområdet har 0,07 kvadratkilometer vattenytor vilket ger det en sjöprocent på 13,4 procent.